# Arhivistika
Arhivistika je pomožna zgodovinska veda, ki deluje na področju varovanja arhivskega gradiva. S pomočjo arhivistike raziskujemo arhiv kot institucijo, arhivsko dokumentarno gradivo in teorijo arhiviranja. 

## Veje arhivistike
- Arhivistika

se ukvarja s specifičnimi strokovnimi deli: kaj je arhivsko gradivo, njegova preglednost, urejanje, hranjenje.
- Arhivska tehnika

prenaša naravoslovne in tehnične vede v arhivistiko: zgradbe, skladišča, pogoji hranjenja, restavriranje, reproduciranje.
- Zgodovina arhivov

raziskuje nastanek in razvoj arhivov ter metod.
- Arhivsko pravoznanstvo

se ukvarja z arhivskim pravom, kar vključuje arhivsko omrežje, pristojnosti, organiziranost, strokovna navodila, predpisi o odbiranju gradiva, pogojih hranjenja, uporabi ter mednarodnim arhivskim pravom, ki vključuje tudi mednarodne konvencije.

## Razvoj arhivistike
Arhivistika je mlada veda, ki se je dokončno razvila v 20. stoletju, njeni začetki pa segajo v 18. stoletje, ko so v dvornih pisarnah začeli hraniti gradivo, ki ni več služilo tekočim poslom. Možnost za njen razvoj se je ponudila v 19. stoletju, ko so začeli razlikovati med dokumentarnim in arhivskim gradivom. Postane pomožna zgodovinska veda, saj se ukvarja le z listinami, rokopisi in političnim gradivom. 
Po letu 1880 se pojavijo spremembe z zanimanjem za gospodarsko in kulturno zgodovino. Okoli leta 1900 že sodeluje na mednarodni ravni in ustvari temeljne principe. Za njen dokončen razvoj je bil pomemben razvoj zgodovinskih in družbenih ved po 2. svetovni vojni, ko se začne hraniti gradivo v nastajanju, kar po letu 1952 privede do papirnatega plazu. Takrat postane samostojna veda in se definira. Temeljni učbenik izide leta 1953, Archivkunde Brennekeja in Leescha. Leta 1956 se valorizira – koncept življenjskega kroga gradiva.
Leta 1948 se vzpostavi nevladna organizacija International Council on Archives (ICA) - mednarodni arhivski svet, kot skupen arhivski organ. Organizira mednarodne arhivske kongrese, ukvarja se s poenotenjem arhivske stroke po svetu, ter kodeksom arhivske etike. Izdaja tudi svojo lastno publikacijo, revijo Comma. 

### Razvoj na Slovenskem
Do II. svetovne vojne na Slovenskem ni posebnega razvoja arhivistike, le konkretna problematika. Med vojnama je bil arhivistični teoretik Josip Mal. Slovenska arhivistika je rojstvo in razvoj doživela po 2. svetovni vojni, še posebej so bila v tem pogledu plodna 60. leta, ko so nastali prva storkovna literatura in strokovni vodniki za Zgodovinski arhiv Ljubljana in Arhiv republike Slovenije. Leta 1954 je bilo ustanovljeno Arhivsko društvo Slovenije, ki vsako leto podeljuje Aškerčevo nagrado in priznanja za posebne dosežke v arhivistiki. V 70. letih so nastali prvi strokovni učbeniki Vilfana in Žontarja, Arhivistika (1973), leta 1984 pa je izšel še Žontarjev srednješolski učbenik, Arhivistika. 
Leta 1978 se je kot predmet začela predavati na Oddelku za zgodovino Filozofske fakultete Univerze v Ljubljani, leta 2004 pa tudi na Pedagoški fakulteti Univerze v Mariboru.

## Strokovne periodike na Slovenskem
- Arhivi: glasilo Arhivskega društva in arhivov Slovenije [mrtva povezava]
- Arhivist : časopis Saveza arhivskih radnika Jugoslavije i arhiva u SFRJ [mrtva povezava]
- Sodobni arhivi = Modern archives [mrtva povezava]